# Park Narodowy Bukit Baka-Bukit Raya
Park Narodowy Bukit Baka-Bukit Raya (indonez. Taman Nasional Bukit Baka-Bukit Raya) – park narodowy na Borneo w Indonezji.

## Geografia
Park położony jest na granicy Borneo Zachodniego i Środkowego, rozciągając się na powierzchni 1810 km². Jego nazwa nawiązuje do dwóch szczytów: Bukit Baka (1620 m n.p.m.) i Bukit Raya (2278 m n.p.m.) w łańcuchu Pegunungan Schwaner.

## Flora
Na terenie parku stwierdzono występowanie 817 gatunków roślin ze 139 rodzin. Tworzą one różne typy zbiorowisk roślinnych, takich jak: nizinne lasy deszczowe, wyżynne lasy deszczowe, lasy górskie, roślinność mszystą i rzeczną. W lasach nizinnych dominują drzewa z rodziny dwuskrzydłowatych, w niektórych płatach wspólnie z agatisami. W lasach wyżynnych znaleźć można płaty z dominacją czapetek. Położone powyżej 1500 m n.p.m. górskie lasy deszczowe tworzone są głównie przez mirtowate, sączyńcowate, zastrzalinowate i wrzosowate.

## Fauna
Do gatunków ssaków występujących w parku należą: Emballonura alecto, Macroglassus minimus, Visvessa tangalunga, myszarka zaroślowa, Exilisciurus exilis, Collosciurus notatus, Petaurista elegans, jeżozwierz malajski, biruang malajski, fetornik sundajski, Mustela nupides, mampalon wydrowaty, binturong orientalny, łaskun palmowy, linzang pręgowany, kunołaz pręgowany, pantera mglista, kotek bengalski, mormi borneański, świnia brodata, dzik euroazjatycki, kanczyl okazały, mundżak indyjski, Cervus unicolor brooki, łuskowiec jawajski. Spośród naczelnych wymienić można wyraka sundajskiego, orangutana borneańskiego, Presbytis cristata, Presbytis malalophos, langura kasztanowego, Presbytis frontata, Hylobates agilis, gibona białorękiego, Hylobates muelleri, kukanga większego, makaka krabożernego i orientalnego.
Awifauna parku reprezentowana jest m.in. przez: hełmoroga, Buceros rhinoceros borneoensis, dzioborożca białodziobego, miedziankę szmaragdową, kasztanówkę małą, argusa malajskiego i wieloszpona białobrodego.

## Ludność
Mieszkańcami rejonu parku są Dajakowie z grup etnicznych: Dayak Limbai, Ransa, Kenyilu, Ot Danum, Malahui, Kahoi i Kahayan.

## Zagrożenia i ochrona
Pierwszy obszar chroniony w tym rejonie powstał w 1978 roku wokół Bukit Raya na powierzchni 500 km² i miał status rezerwatu. Następnego roku został rozszerzony na powierzchnię 1100 km². W 1982 utworzono rezerwat Bukit Baka na powierzchni 1000 km². W 1992 roku, po kilku mniejszych zmianach granic obu rezerwatów, zostały one połączone w jeden obszar o powierzchni 1810 km² i statusie parku narodowego.
Od końca XX wieku park jest zagrożony przez nielegalne wyręby lasu.